# Gutowski
Zasugerowano, aby ten artykuł podzielić na różne artykuły – Podzielić na oddzielne hasła o różnych rodach.

Herb Ślepowron

Gutowski (forma żeńska: Gutowska; liczba mnoga: Gutowscy) – polskie nazwisko, ród szlachecki wywodzący się z Mazowsza. Nazwa osobowa pochodzi od posiadłości rodziny (która zapoczątkowała owo nazwisko) w miejscowości Guty zwanej też Gutowo i Guty Wielkie w ziemi łomżyńskiej na północnym Mazowszu. Przedstawiciele rodu zapisali się także w historii Niemiec, a także Stanów Zjednoczonych. Do XV wieku przodkowie rodziny Gutowskich nosili nazwisko w formie: de Guthy Magna et Guthy Parva; z Guty lub de Gutowo. W następnych stuleciach, w metrykach i aktach urzędowych, nazwisko Gutowski było zapisywane w formie : Gutofski, Gudowski, Gotowski, Gutowsky, von Gutowsky, von Guttowski, de Gutowski, Guttowsky, Guth von Gutowski auf Gutten, von Gutowski zu Gutten.

## Herby rodowe Gutowskich
Nazwisko Gutowski jest ściśle związane z nazwami posiadłości rodzinnych, toteż nie wszyscy noszący nazwisko Gutowski są ze sobą spokrewnieni, ani nie muszą należeć do jednego rodu. Herbarze wymieniają 12 różnych rodów Gutowskich pieczętujących się następującymi herbami (w nawiasie kraj pochodzenia rodu i rok pierwszego o nim świadectwa):
- Gutowski h. Ciołek (ziemia czerska, 1460 rok)
- von Gutowski h. Drzewica (Prusy)
- Gutowski h. Jezierza (ziemia różanska, 1450 rok)
- Gutowski h. Korwin (Litwa, 1820 rok)
- Gutowski h. Leszczyc (ziemia kaliska, 1460 rok)
- Gutowski h. Poraj (powiat wrzesiński, woj. gnieźnieńskie 1560 r.)
- Gutowski h. Półkozic (ziemia czerska, 1450 rok)
- Gutowski h. Suchekomnaty (ziemia łomżyńska, 1600 rok)
- Gutowski von Gutowski h. Ślepowron (ziemia łomżyńska 1442 rok, Prusy 1505 rok, ziemia czerska 1578 rok)
- Gutowski h. Topór (Wołyń, 1854 rok)
- Gutowski h. Gutowski (odmiana herbu Trzaska, ziemia kaliska, 1563 rok)
- Rhau von Gutowski h. Rhau von Gutowski (Prusy Wschodnie, 1839 r.)

## Historia Rodu Gutowskich herbu Ślepowron
Najbardziej znanym rodem noszącym nazwisko Gutowski jest ród pieczętujący się herbem Ślepowron. Rycerski ród de Slepowron (zwany „Bujno” – zawołanie bojowe rodu Ślepowron), do którego należy też rodzina Gutowskich, jest jednym z najstarszych rodów Mazowsza.
Najstarszym znanym przedstawicielem tego rodu jest „Wawrzęta Corvinus de Slepowrony”. Jest on znany z przywileju księcia Konrada I Mazowieckiego z roku 1224, w którym książę nadał Wawrzęcie na prawie magdeburskim wsie: Ślepowrony, Starchowo, Drozdzyno i Wola w ziemi ciechanowskiej. Wawrzęta podjął służbę u księcia Konrada I Mazowieckiego i został jego kanclerzem i marszałkiem. Kolejnym przedstawicielem rodu był Chryzolm de Slepowrony, który w 1320 roku został kasztelanem czerskim. Ścibor, jeden z rycerzy rodu de Slepowron, został Panem na „Guthach Magna i Guthach Parva” (Guty Wielkie i Guty Male) i od tego czasu zwał się już Panem „de Guthy Magna et Guthy Parva de Slepowron”. Po roku 1421, ród „de Guthy” podzielił się na trzy gałęzie rodzinne, zakładając następne trzy wsie: Guty Stare, Guty-Poddenki i Guty PodleśneWskutek dalszych podziałów rodzinnych w XV i XVI wieku powstało w ziemi łomżyńskiej, nurskiej i wiskiej kilka nowych wsi „Guty”, zgodnie z nazwiskami ich założycieli. Wiele rodów szlacheckich przy przejmowaniu, czy zakładaniu nowych wsi zmieniało swoje nazwiska, biorąc nowe od ich nowych wsi. Gutowscy na Mazowszu pomimo podziału na różne gałęzie rodzinne, pozostali przy swoim nazwisku, a nowo założone wioski, nosiły nazwy od ich rodowego nazwiska. Gutowscy herbu Ślepowron, jako licznie rozrodzona rodzina, zamieszkiwali z czasem w różne regiony Rzeczypospolitej Obojga Narodów, np. Litwę, Białoruś, Wołyń, Małopolskę, ale przede wszystkim rodzime Mazowsze: ziemię nurską, czerską, płocką, wiską i łomżyńską. Byli właścicielami miejscowości, których nazwy wywodziły się od ich nazwiska albo które dziedziczyli na majątkach dokupionych, czy wchodzących do rodziny poprzez małżeństwo. Ich dobra składały się z paru, czy jednej wioski, ale często tylko z jednej, czy kilku części w poszczególnych wioskach. Jedna linia Gutowskich h. Ślepowron zamieszkiwała już od 1505 roku na terenie Prus Zakonnych. Do tej rodziny należy też stara, pruska, szlachecka rodzina o nazwisku von Drygalski (v. Drigalski), pochodząca od jednej z linii von Gutowskich, która po nabyciu wiosek: Drygallen, Schlaga i Wirsbinnen, przyjęła od ich swych nowych posiadłości nazwisko „von Drygalski”. Do tej rodziny należy też ród „Rhau von Gutowski” (męska linia wygasła w 1919 roku) w Prusach. Historii rodu Gutowskich herbu Ślepowron poświęcona jest witryna, której link znajduje się pod artykułem.

## Znani Gutowscy
- Jacek Gutowski (25.07.1960-01.12.1996) – polski sztangista, multimedalista mistrzostw świata i Europy
- Julian Gutowski (1867–1870) – parlamentarzysta, burmistrz Nowego Sącza
- Bolesław Gutowski (1888-1966) – polski fizjolog
- Michał Gutowski (1910-2006) – generał Wojska Polskiego
- Maciej Gutowski (1931-1998) – polski historyk sztuki
- Maciej Gutowski (ur. 1972) – polski prawnik, adwokat, profesor nauk prawnych
- Krystyna Gutowska (ur. 1947) – polska filozof sztuki, estetyk
- Jerzy Marian Gutowski (ur. 1954) – polski entomolog
- Małgorzata Gutowska-Adamczyk – polska pisarka, scenarzystka
- Marcin Gutowski (ur. 1983) – polski dziennikarz, reportażysta, autor książek

## Pokrewne nazwiska
- Gut
- Gutkowski

## Literatura
- K. Niesiecki: Herbarz Polski. Tom. IV, Lipsk 1839, s. 335–336 i dodatek, s. 163–164.
- S. Hrabia Uruski: Rodzina Herbarz Szlachty Polskiej. Tom. V, Warszawa 1908, s. 75–78.
- Leopold Freiherr v. Zedlitz: Neues Preussisches Adels-Lexicon, oder genealogische und diplomatische Nachrichten von …. Bd. II. Neukirch, Leipzig 1837, S. 305.
- E. H. Kneschke: Deutsches Adels-Lexicon. Leipzig 1863, Bd. IV, S. 110 und Bd. VII, S. 477.
- L. Freiherr von Lederbur: Adelslexicon Der Preussischen Manarchie. Berlin 1855, Bd. I, S. 301, Bd. II, S. 287, Bd. III, S. 269.
- Der Adel von Galizien, Lodomerien und der Bukowina. In: J. Siebmacher’s großes Wappenbuch. Band 32, Taf. 162, Ausgabe: Bauer & Raspe, Neustadt an der Aisch, 1985.
- Gothaische Genealogische Taschenbücher des Adels. Häuser AB, Jahrgang 1919, mit Stammreihe.
- Gothaische Genealogische Taschenbücher des Adels. Häuser AB, Jahrgang 1930, St., 1940.
- Genealogisches Handbuch des Adels. Limburg 1972, Band XI, S. 369.